# Armadura de escamas

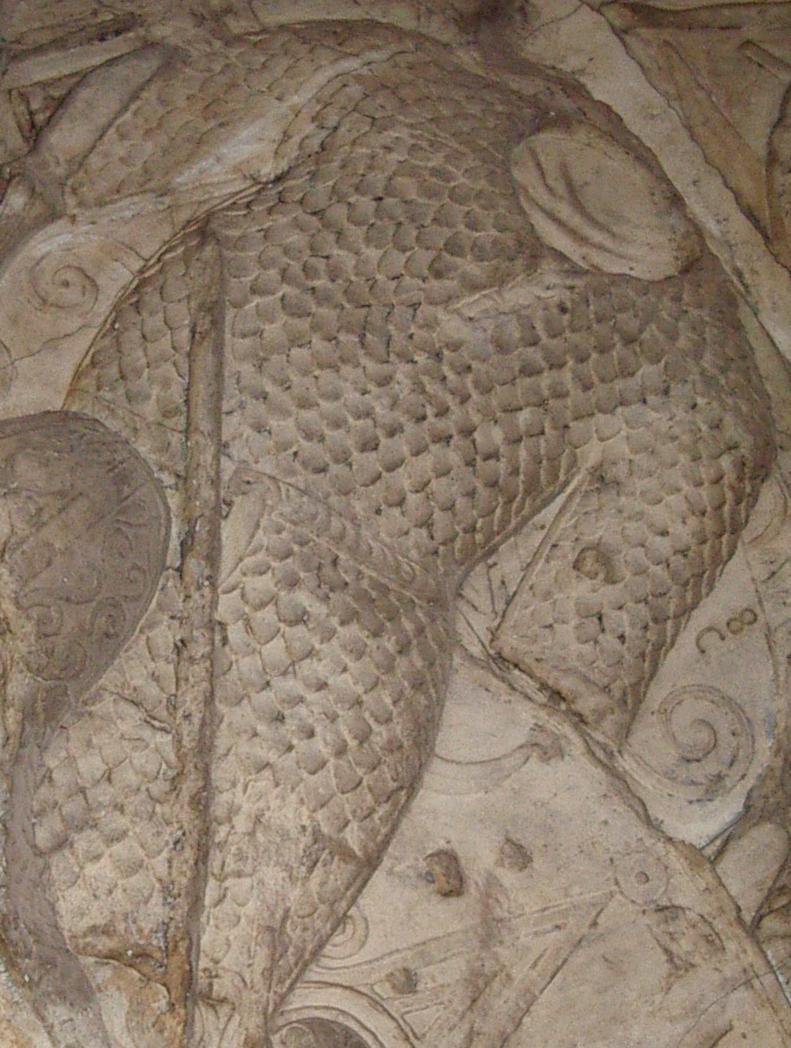
Una armadura de escamas Dacia en una columna trajana.

La armadura de escamas es una forma primitiva o temprana de armadura que consiste en pequeñas escamas o placas de varias formas diferentes cosidas juntas en una prenda de tela o cuero en hileras superpuestas. Esta armadura fue usada por guerreros de culturas muy diversas, así como también por caballos de guerra. El material usado para hacer las escamas variaba mucho, e incluía bronce, hierro, pieles, cuero, cuero endurecido, semillas, madera y cuerno. Las variantes dependen esencialmente de sus materiales de construcción, si bien han existido históricamente múltiples diseños.

## Tipos de armaduras de escamas
La armadura de escamas consiste en varias escamas individuales cosidas o enlazadas en un sostén de cuero o tela por uno o más ejes y organizado en hileras superpuestas que se asemejan a la piel de un pez o reptil.
- Los romanos diseñaron una armadura de este estilo llamado lorica squamata, que era usado esencialmente por la caballería y los centuriones.[1]
- El estilo japonés, menos usado que el de la armadura lamelar, se llama gyorin kozane.[3]

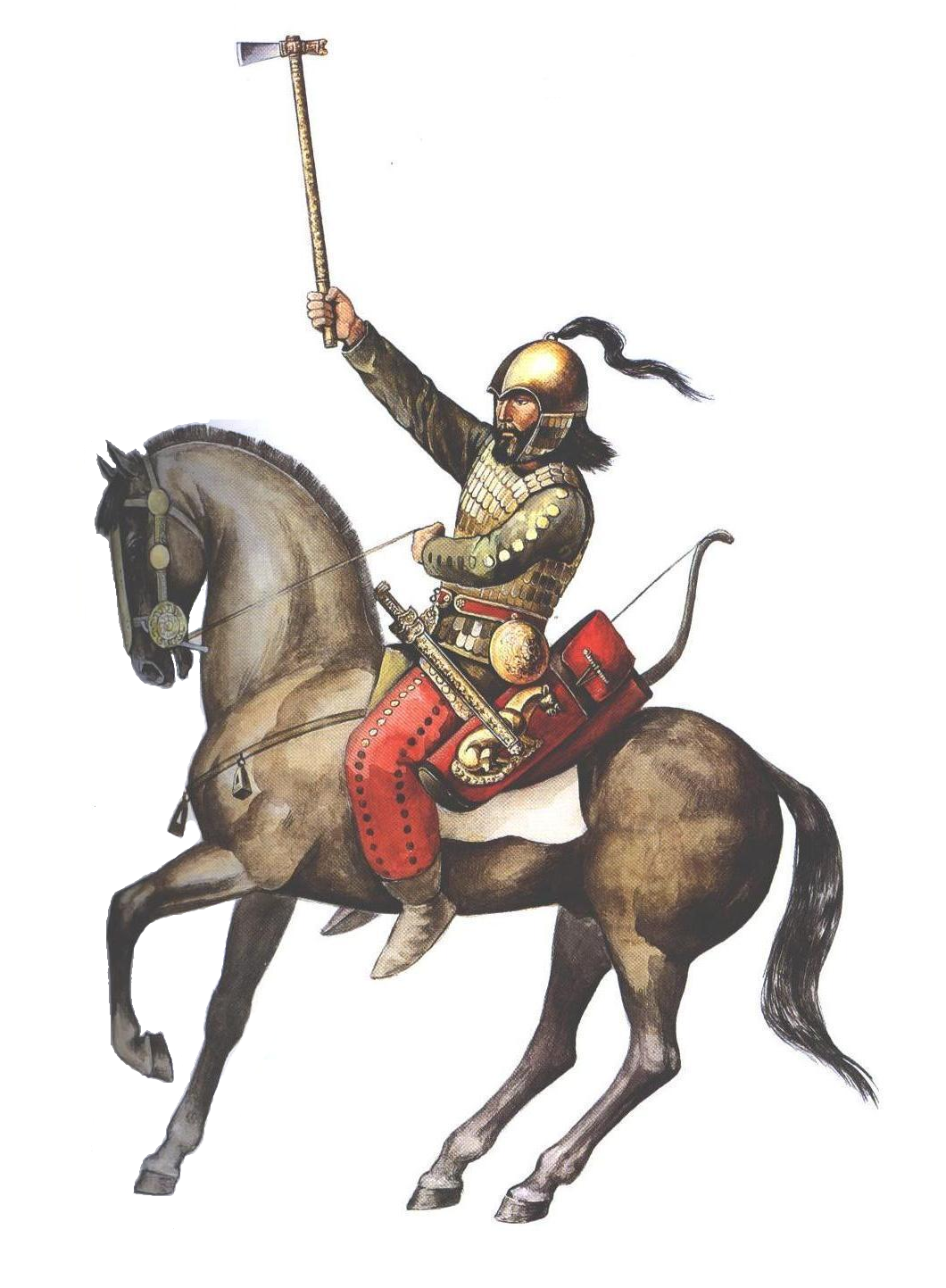
Guerrero escita con armadura de escamas de bronce.
Ejemplos de construcción temprana.
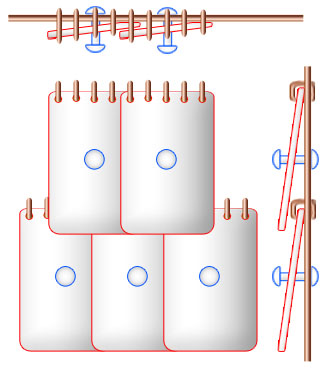
Armadura de escamas enlazadas. Nota: la parte superior está cosida al cuero, los centros están ribetados. (Europa del Este, Rus y Bizancio).
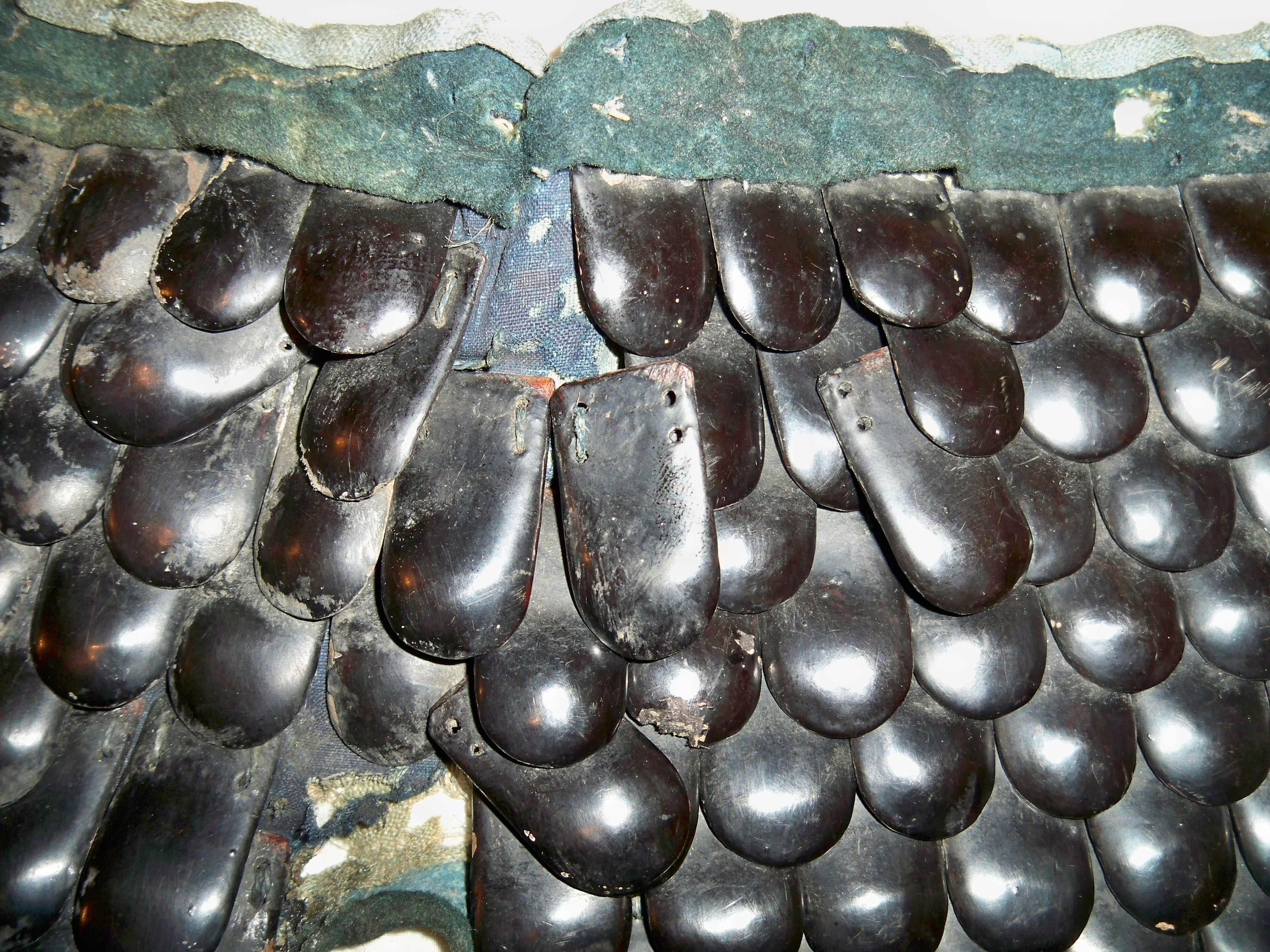
"Gyorin kozane" japonés, de la guarda del cuello de un yelmo "kabuto shikoro" hecho de cuero endurecido (nerigawa).
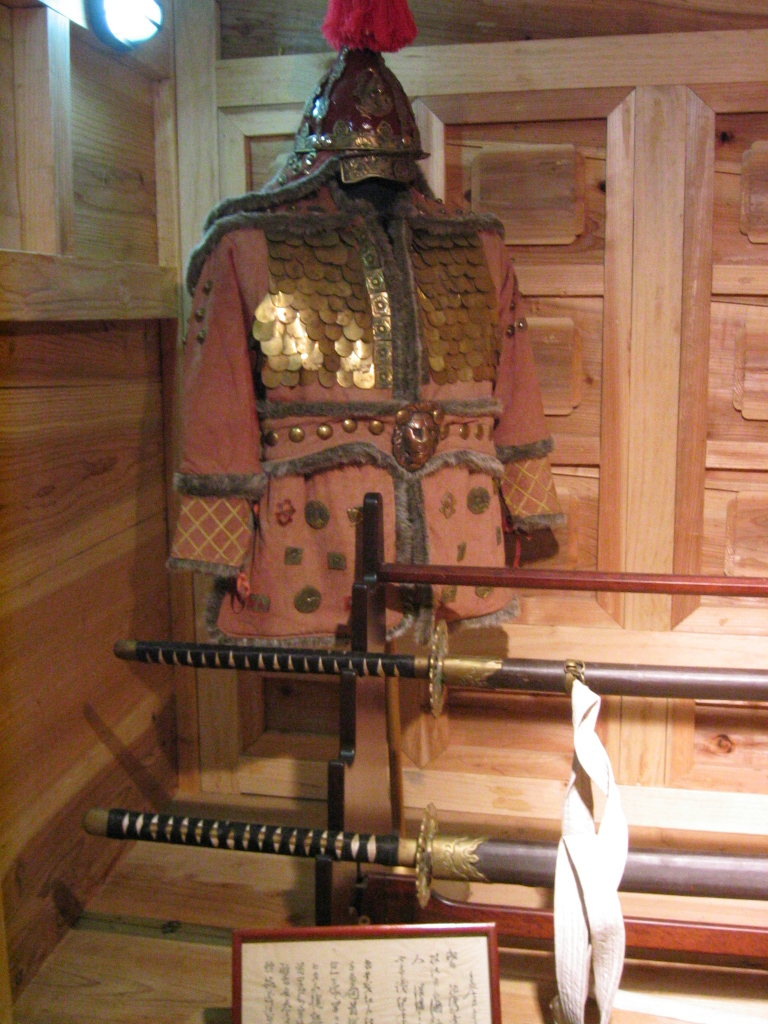
Armadura coreana hecha de latón (錫鱗甲), expuesta en el museo del Hotel Turístico Danghangpo, sitio de la batalla del Danghangpo.
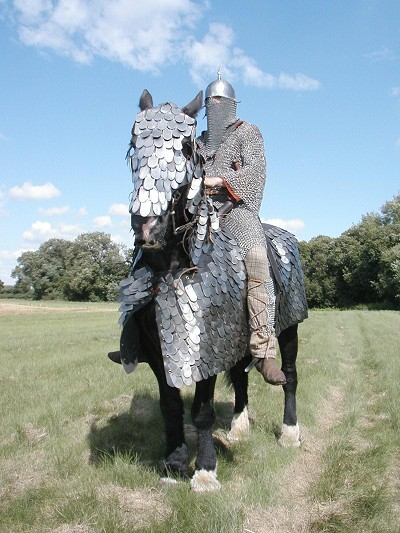
Reconstrucción histórica de un catafracto sasánida.

Existen otros tipos de armaduras construidas con fragmentos de metal, pero se diseñan y confeccionan de manera diferente, como por ejemplo la armadura lamelar, donde las escamas individuales se perforan en varios ejes y son atadas muy juntas entre sí, sin necesitar una base de tela. Los romanos también tenían una variante llamada lorica plumata, en la cual las escamas se adherían a una cota de malla.

## Información histórica

### China
En la antigua China los caballos en combate se encontraban cubiertos con armaduras de escamas que se mencionan en el antiguo libro chino de la poesía Shi Jing, que recopila obras de los siglos XI a VII a. C.

### Imperio Romano
En Occidente, la armadura de escamas no era de frecuente ocurrencia en los monumentos funerarios de la frontera alemana. En dos lápidas de la legión Sertorii en Verona (una la de un centurión, la otra de un abanderado) ambas figuras se representan con una túnica de armadura de escamas, que cubre los hombros y se reduce por debajo del cinturón. El monumento en Carnuntum de Calidio (una obra de mediados del siglo I) muestra también una túnica ajustada a escala de un centurión. Una vez más, en la colección de bustos de mármol de la gran villa galorromana de Chiragan cerca de Toulouse, los emperadores Antonino Pío y Severo aparecen vistiendo armadura de escamas.

### Escitas

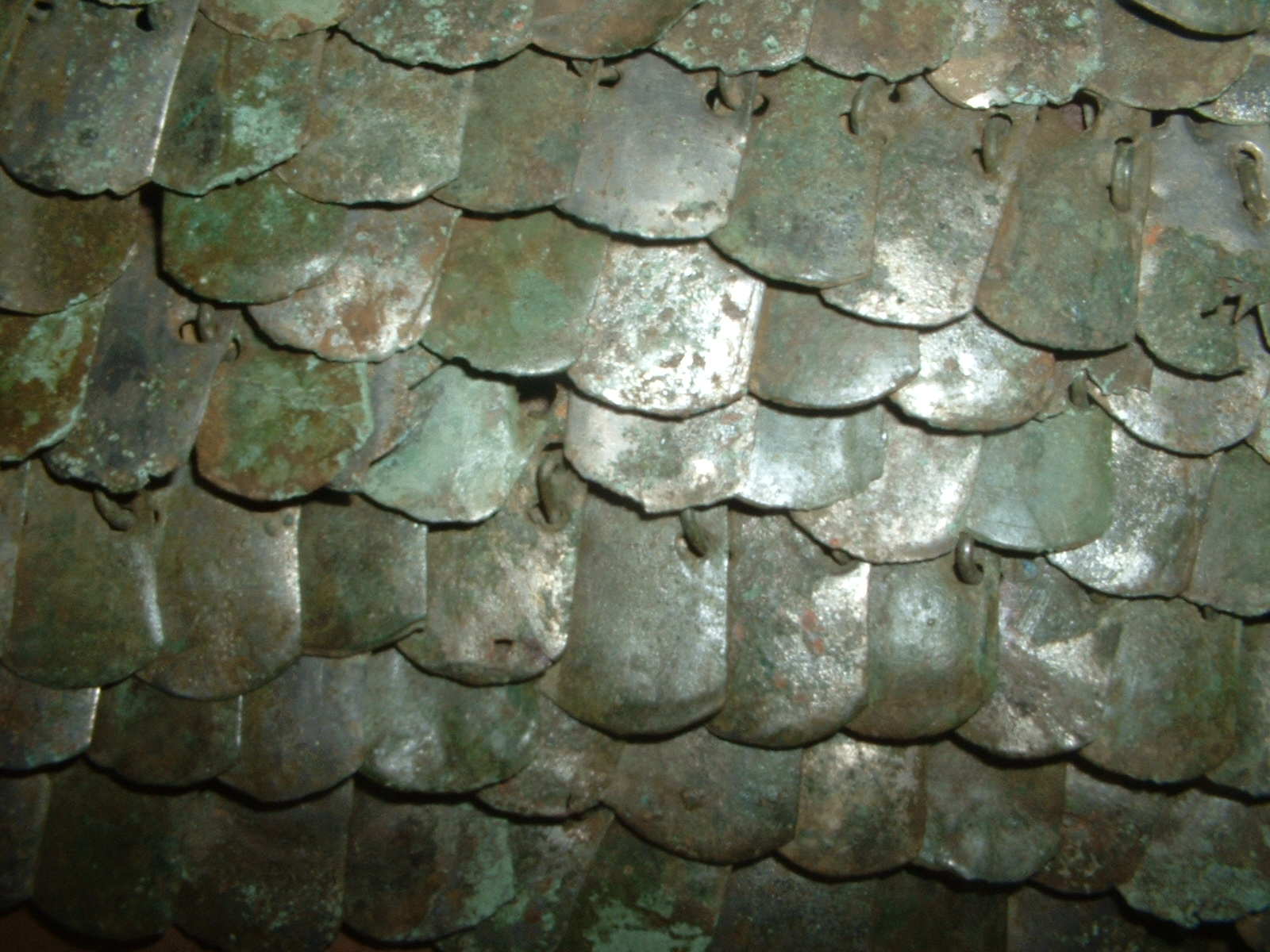
fragmento de una Lorica squamata. Cada placa tiene seis hoyos y las escamas están unidas en hileras. Solo los "agujeros inferiores" son visibles en la mayoría de las escamas.

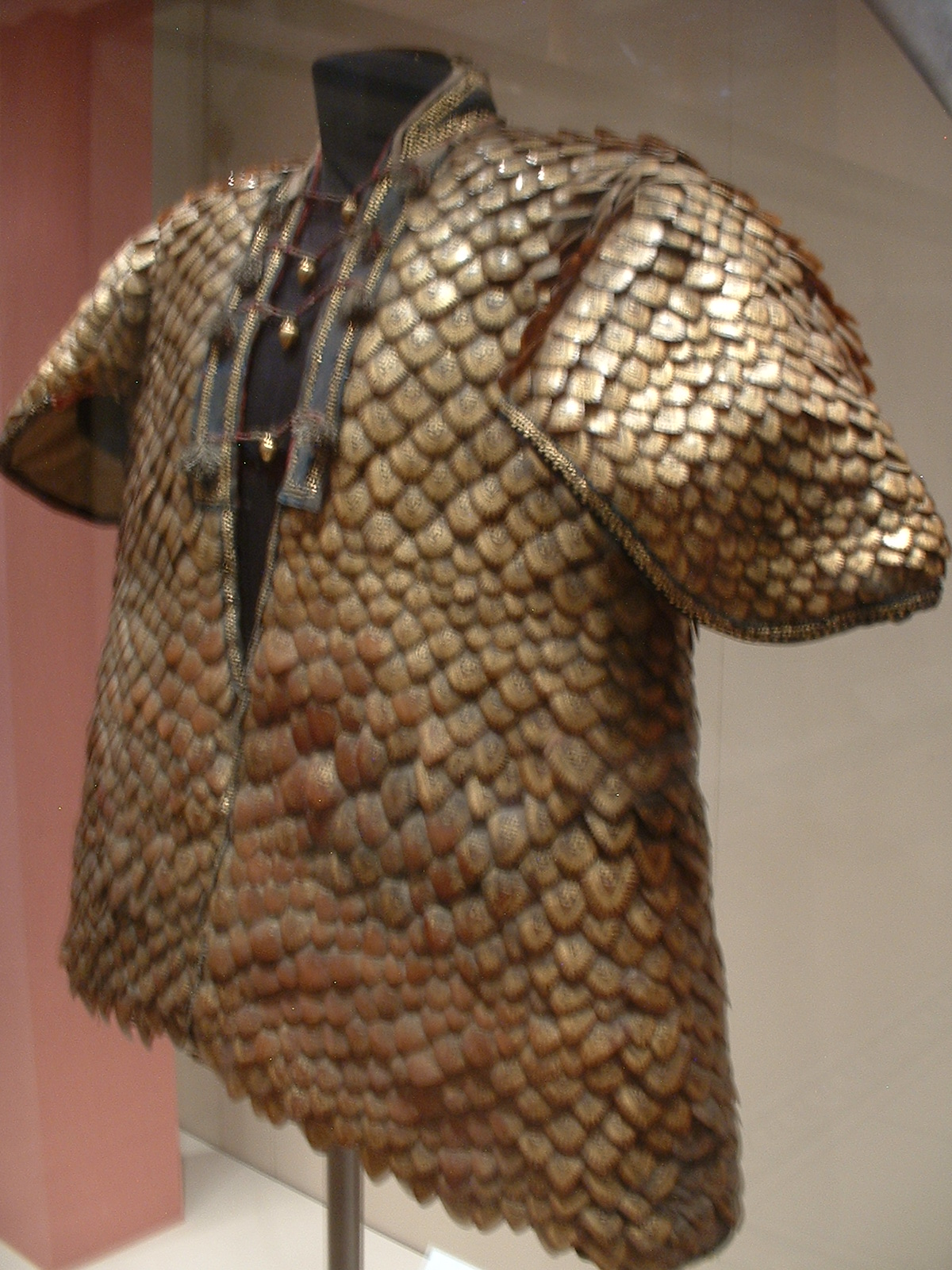
Cota cubierta con las escamas adornadas en oro de un pangolín. India, Rajastán, primera mitad el.

La caballería escita probablemente haya usado una armadura lamelar, como se evidencia en pinturas y excavaciones contemporáneas en sepulcros kurganes. La armadura estaba compuesta por láminas de hierro y bronce. Los escitas fueron los únicos en la antigüedad entre los que se hallaron atavíos de guerra aproximadamente en un 20% de los cadáveres femeninos, y algunos de ellos incluían armaduras, lo que puede haber inspirado los cuentos griegos de las amazonas.
Debido a la naturaleza semirrígida de la armadura, los escitas solo construían peto y espaldar con hombreras separadas. Algunas muestras evidencian armaduras parciales, donde una camisa de cuero tenía cosidas escamas en algunos lugares estratégicos, especialmente alrededor del cuello y el torso superior.

### Armaduras romanas
Las escamas individuales usadas por las loricas scamatas se llamaban squamae o squama.
Durante el Imperio romano, esta armadura era una alternativa popular a la cota de mallas (lorica hamata) ya que ofrecía una mejor protección contra los golpes contundentes.

## Oriente Próximo y Medio
También era muy popular en los imperios de Oriente Próximo y Oriente Medio tales como el Persa y Bizantino. En estas áreas las escamas eran habitualmente combadas para beneficiarse de la protección extra ofrecida por una escala redondeada.
De acuerdo a Heródoto, los antiguos persas vestían túnicas con mangas de diferentes colores, teniendo tejidas en ellas escamas como de pez; demostrando que se usaban cotas de escamas en lugar de mallas, más modernas y desarrolladas por los celtas.

### Japón
Las escamas individuales, para los japoneses, se llaman kozane. Sus armaduras usaban el estilo de escamas de pez, (gyorin kozane) que fue datado en sus versiones más tempranas en el período Fujiwara (siglo XI). "Un tipo primitivo de armadura japonesa, de láminas individuales de cuero cocido, cortadas y golpeadas en trozos en forma de escamas de pescado."

## Comparación con otros tipos de armadura
Las cotas de escamas ofrecen una mejor protección contra ataques contundentes y penetrantes que la armadura de mallas, que necesita un perpunte o Gambesón, ambos jubones acolchados, para contrarrestar esta carencia. A su vez, es más fácil de producir, pero no es tan flexible ni ofrece la misma cantidad de cobertura. En la Europa Medieval, no eran muy comunes estas armaduras más allá de las similitudes con la brigantina y la cota de placas, aunque fueron extremadamente populares en otros lugares.
En la actualidad, se confeccionan algunas armaduras de escamas para propósitos de recreación o para jugar estilo rol LARP, y pueden ser hechas de materiales diversos como acero, aluminio, o incluso titanio, pero se han desechado sus usos militares hace mucho tiempo.
Un tipo similar de armadura moderna es el Dragon Skin, que usa placas de cerámica balística para proteger contra impactos de armas de fuego. Sin embargo, sus "escamas" no están expuestas, sino bajo una capa de fibra de kevlar.